# Алесандро Костакурта
Алесандро Костакурта (на италиански: Alessandro Costacurta) е бивш италиански футболист, защитник.

## Биография
Роден е на 24 април 1966 г. в малкото градче Йераго кон Ораго. Запомнен от привържениците си с чудесния тандем с легендарния Паоло Малдини. Били, както най-често го наричат, се състезава за Милан от 1987 до 2007 г., както и за кратко в АК Монца. През следващия сезон 2007/08 той ще бъде втори асистент на Карло Анчелоти в „Милан“.
Женен е за бившата Мис Италия Мартина Коломбари като от нея има едно дете, Ачил.

## Клубна кариера
Костакурта печели Скудетото с Милан общо 7 пъти и Шампионската лига 5 пъти (1989, 1990, 1994, 2003, 2007). Алесандро бил напът да се откаже от футбола в края на сезон 2005/06, но по-късно подписва за още 1 година. Той се превръща в най-възрастния футболист играл в Шампионската лига. Това става факт при победата на „росонерите“ с 1 – 0 над гръцкия АЕК Атина на 21 ноември 2006 на 40 години и 211 дни, с което надминава рекорда на белгийския вратар Дани Верлиндер на 40 години и 116 дни.
На 7 май 2007 г. той обявява своето отказване от професионалния футбол. Преди това обаче Били се е договорил да остане в клуба изпълняващ длъжността на втори асистент на Карло Анчелоти. Своя последен мач Костакурта изиграва при загубата на неговия Милан от Удинезе с 3 – 2 на 19 май 2007 г., реализирайки дузпа, която е първия му гол в Серия А от сезон 1991 – 92. След края на мача всички негови съотборници нахлуват на терена с фланелки с неговото име.

### Кариера с националния отбор
Алесандро взима участие в световните първенства през 1994 и 1998 г., както и Евро 96. Отказва се от националния с 59 мача през 1998 г. Лошият късмет, сполетял Били през 1994 му попречва да играе на финала на световното (загубен от Италия) и финала на Шампионската лига (спечелен от Милан).